# Schelp

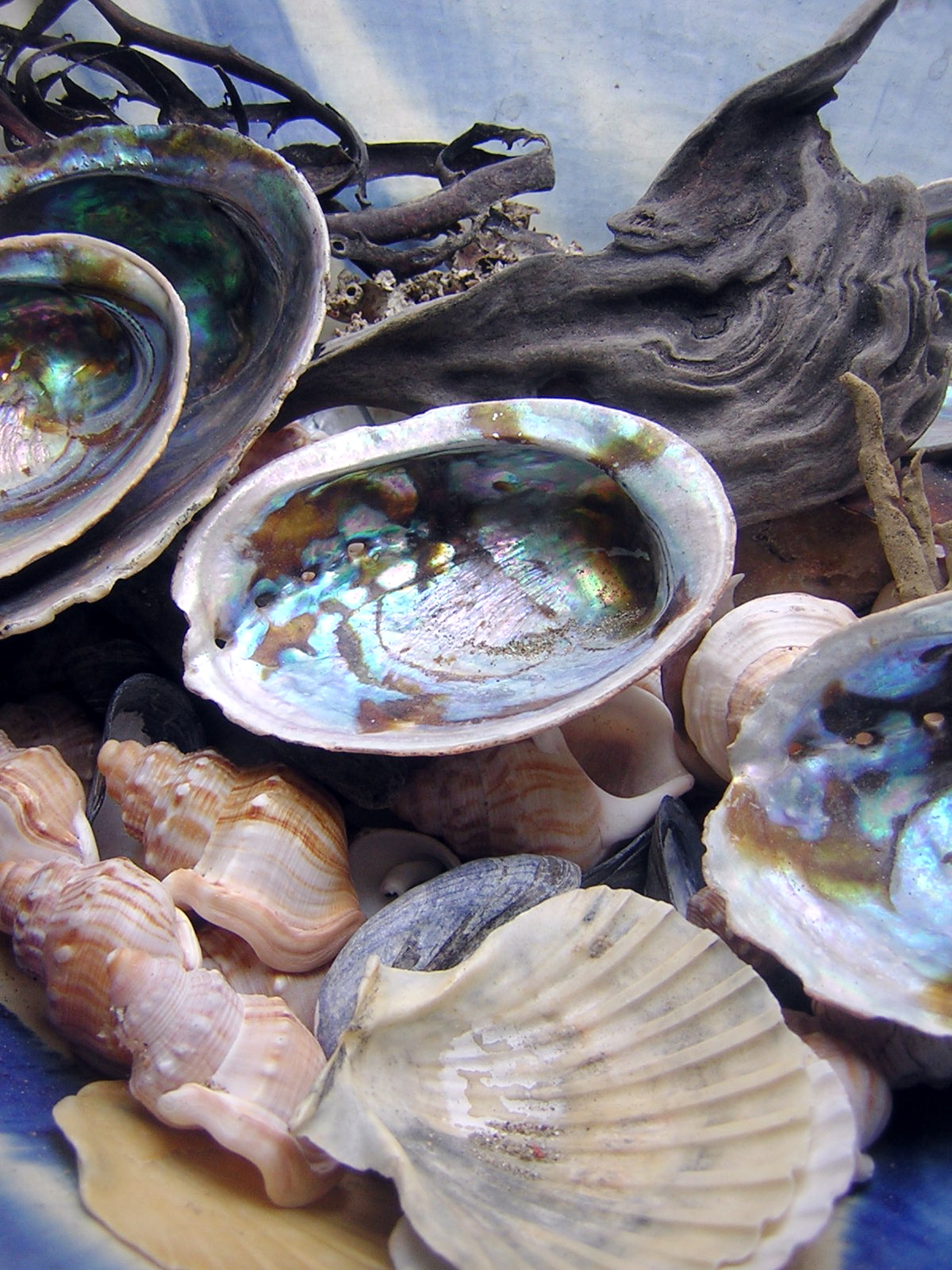
Schelpen

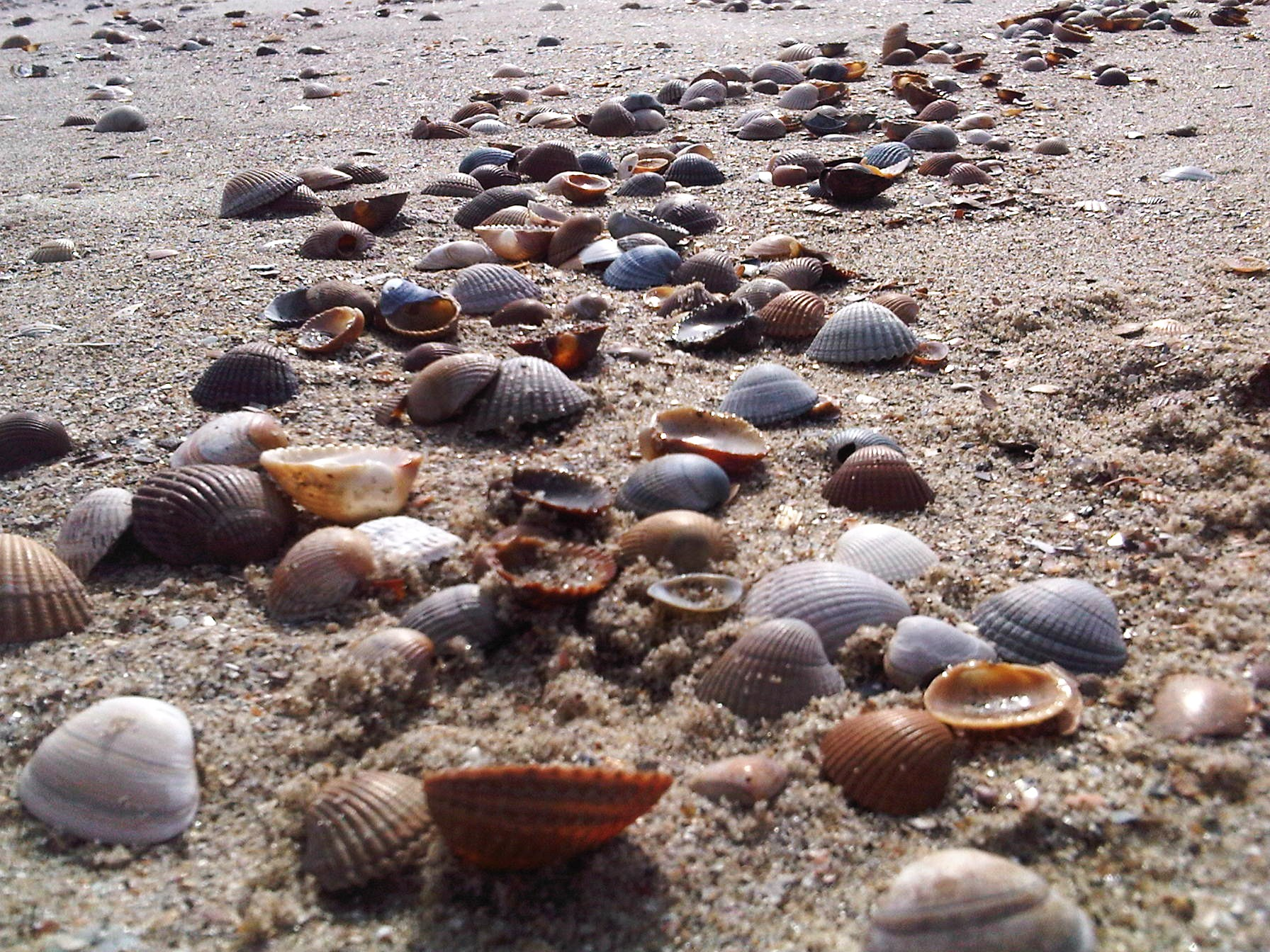
Schelpen, met name kokkels, op het strand in Zeeland

De schelp (of bij slakken ook wel het slakkenhuis) is een uit kalk (calciet of aragoniet) en andere mineralen bestaand (meestal) uitwendig skelet, dat door een weekdier (stam der Mollusca) wordt aangemaakt.
De schelp verleent het dier stevigheid, en beschermt het dier tegen uitwendige invloeden zoals predatie, kwetsuren, uitdroging etc. De schelp groeit tijdens het leven met het weekdier mee.

## Malacologie en conchologie
De wetenschap die alle aspecten van weekdieren bestudeert, wordt malacologie genoemd. Een tak van de malacologie die zich alleen met de schelp bezighoudt, wordt conchologie genoemd. Vroeger werd ten onrechte gemeend dat malacologie zich niet met de schelp bezighield en werd het onderscheid tussen malacologie en conchologie door sommigen heel scherp gelegd. In de huidige praktijk komen de termen vaak door elkaar voor en worden ze min of meer als synoniemen beschouwd.
Met de term schelp wordt in het algemene spraakgebruik doorgaans alleen de schelp van een bivalve of tweekleppige bedoeld. In de malacologie heeft deze term echter een bredere betekenis en wel in de zin van 'skelet' van een molluskensoort. Dat skelet kan kalkachtig maar ook hoornachtig zijn. Men kan dan ook spreken over de schelp van een gastropodensoort (een slakkenhuis) of de schelp van een inktvis. Bij een inktvis kan dat zowel betrekking hebben op de uitwendige schelp van de Nautilus maar ook op het inwendige skelet van een zeekat (kalkachtig) of een pijlinktvis (hoornachtig).

## Verhouding tot de mens
Schelpen kunnen gebruikt worden ter verharding van een looppad, dat dan soms een schelpenpad wordt genoemd. Ook kunnen schelpen worden gebrand tot schelpkalk, dat als bouwmateriaal in het verleden vaak gebruikt werd in plaats van cement. Tegenwoordig worden schelpen soms gebruikt als isolatiemateriaal in de bouw.
Schelpen worden ook gebruikt voor decoratie, bijvoorbeeld voor sieraden, of op souvenirs. Ook worden schelpen wel gebruikt voor decoratie in de architectuur, zoals in de Schelpenkoepel in Zutphen en de Schelpengrot in Nienoord. Voor sommige tropische soorten leidt het gebruik als decoratiemateriaal tot overbevissing en is de import van dergelijke schelpen daarom verboden.
Schelpen zijn ook gebruikt voor het vervaardigen van werktuigen. Indianen op de Kleine Antillen maakten bij gebrek aan geschikte steensoorten zelfs bijlen van de schelp van de roze vleugelhoorn.

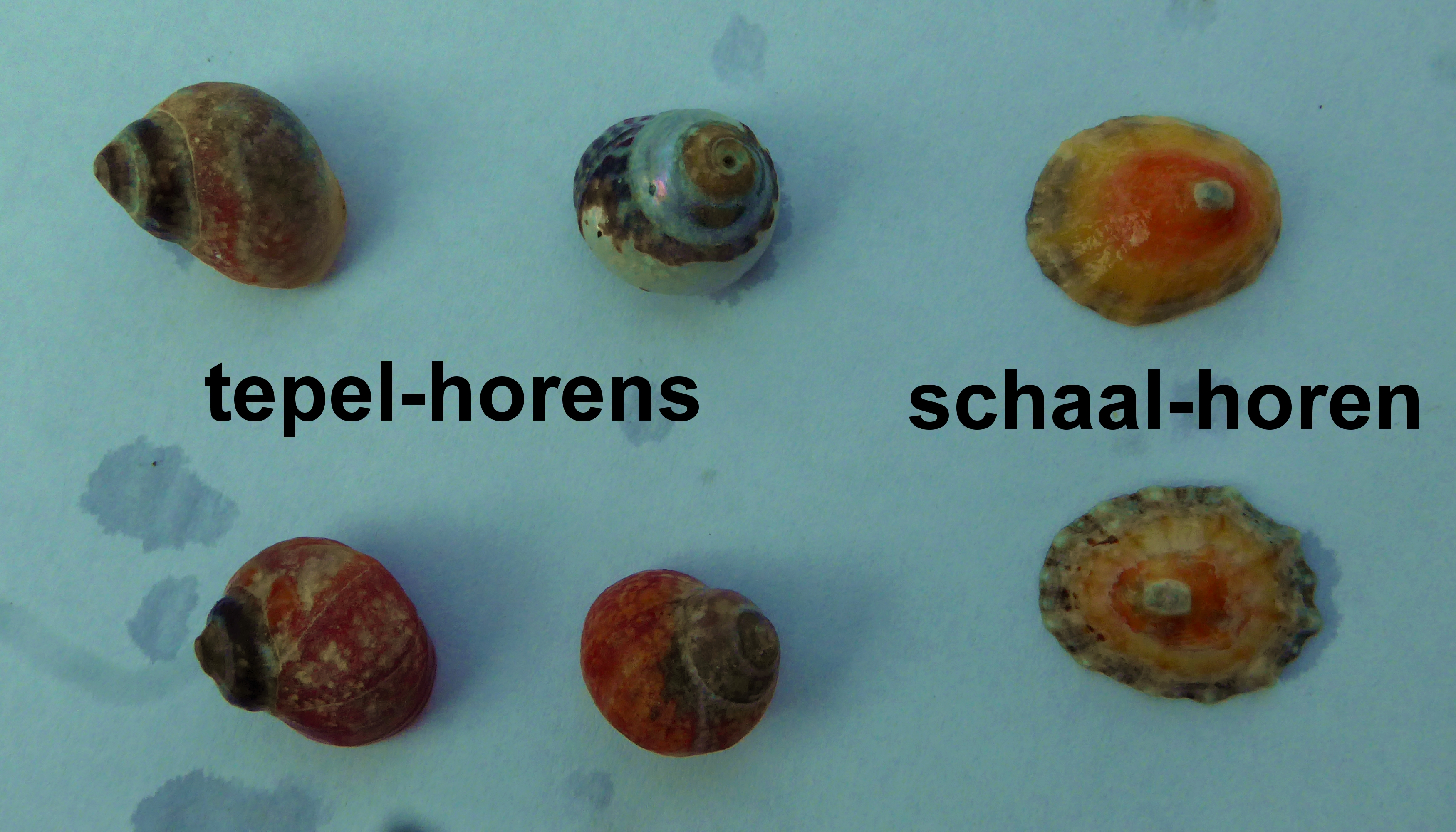
Tepel- en schaalhoren
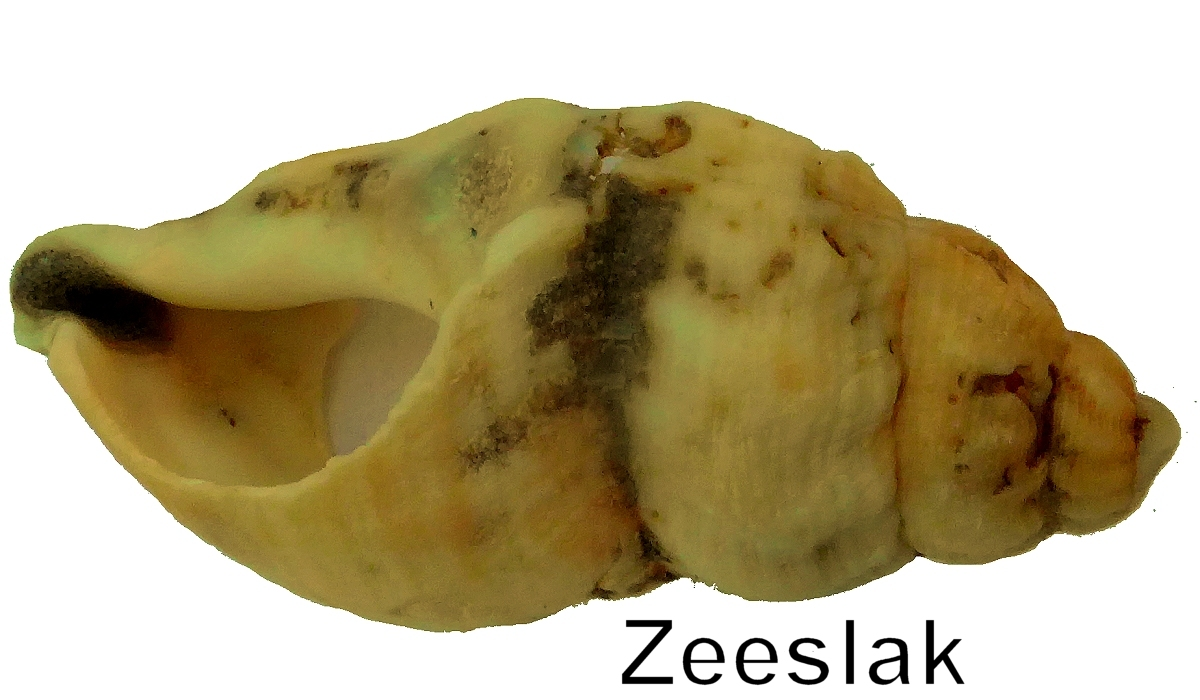
Zeeslak
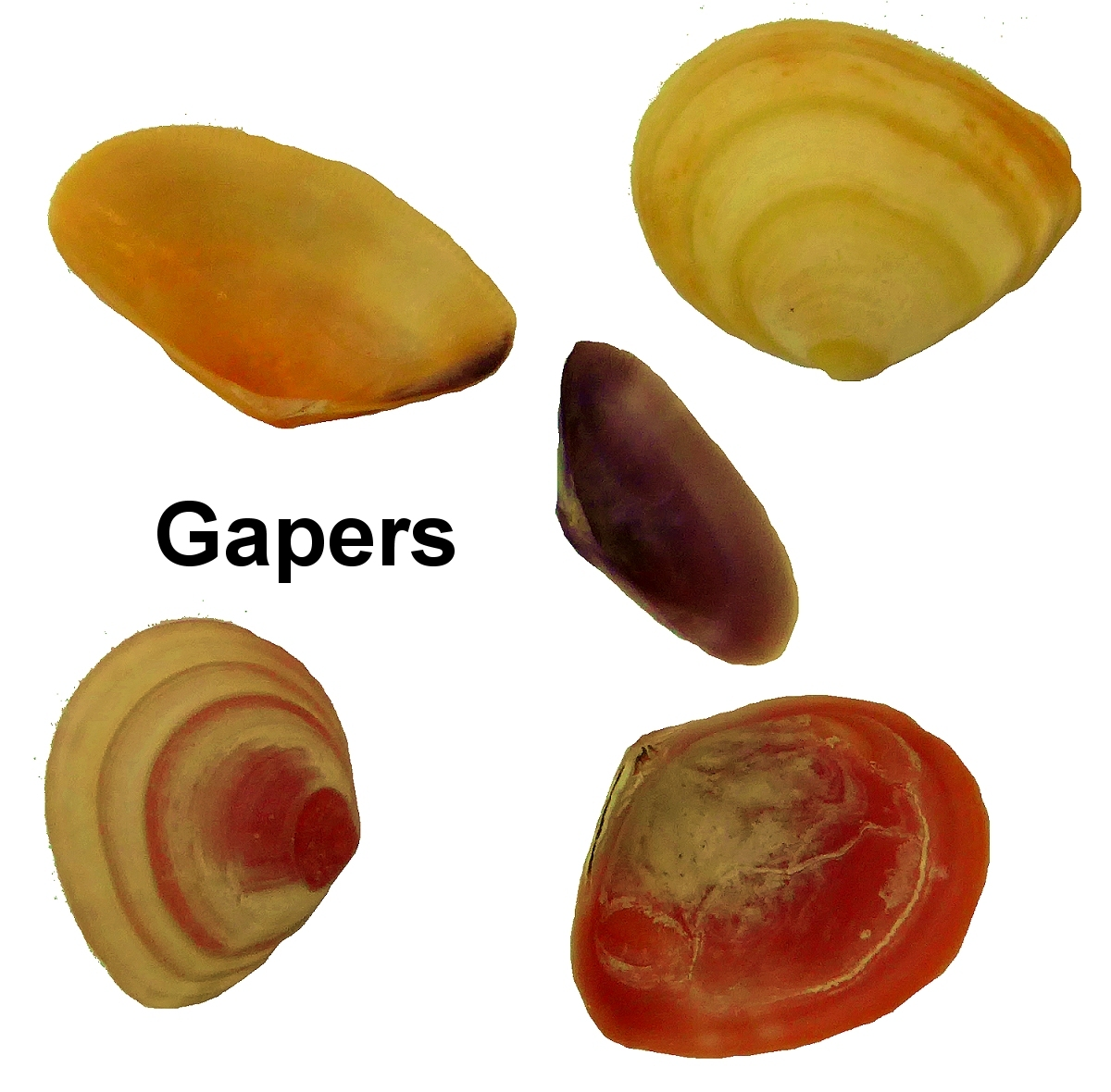
Gapers
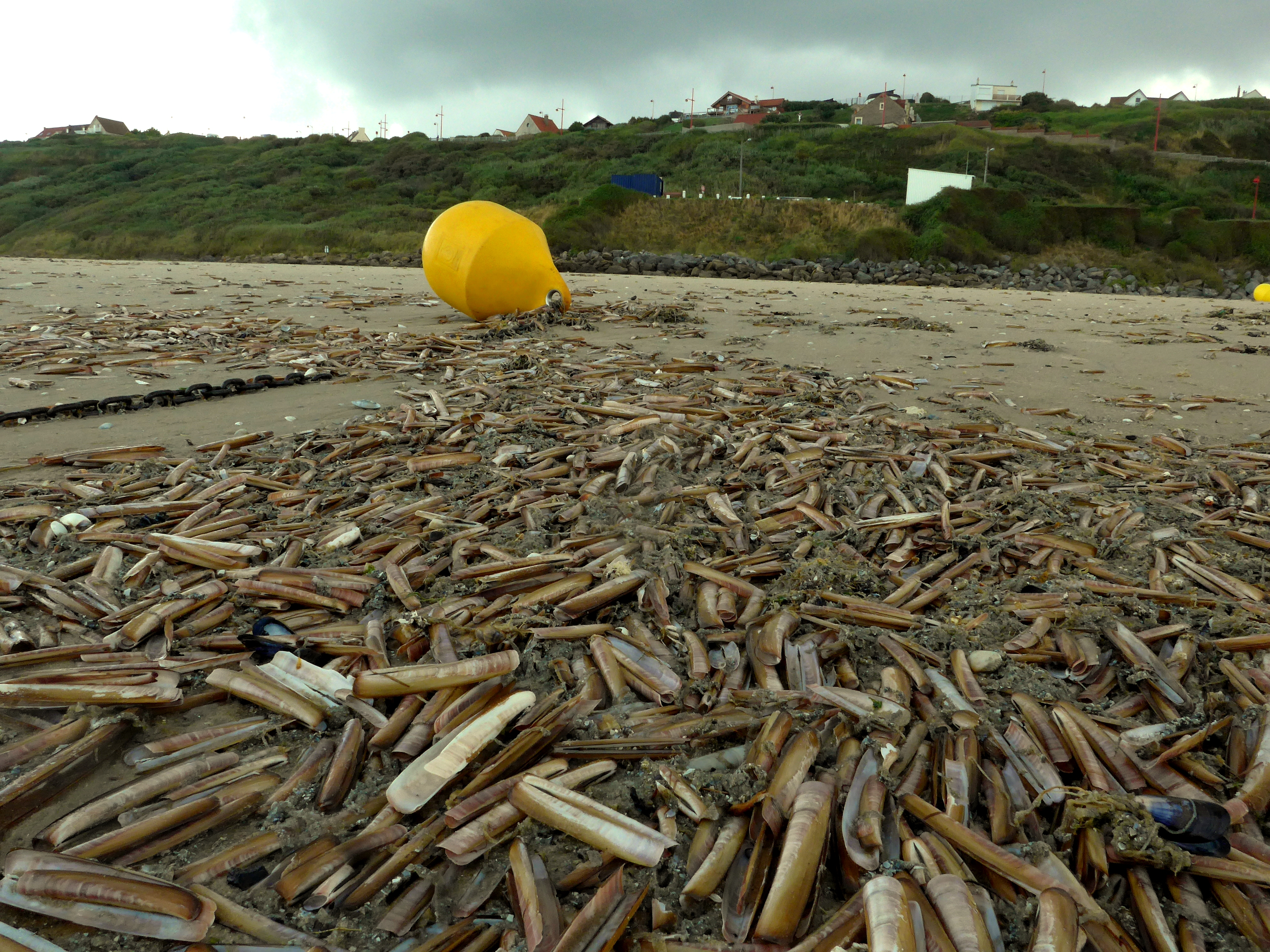
Mesheften op strand
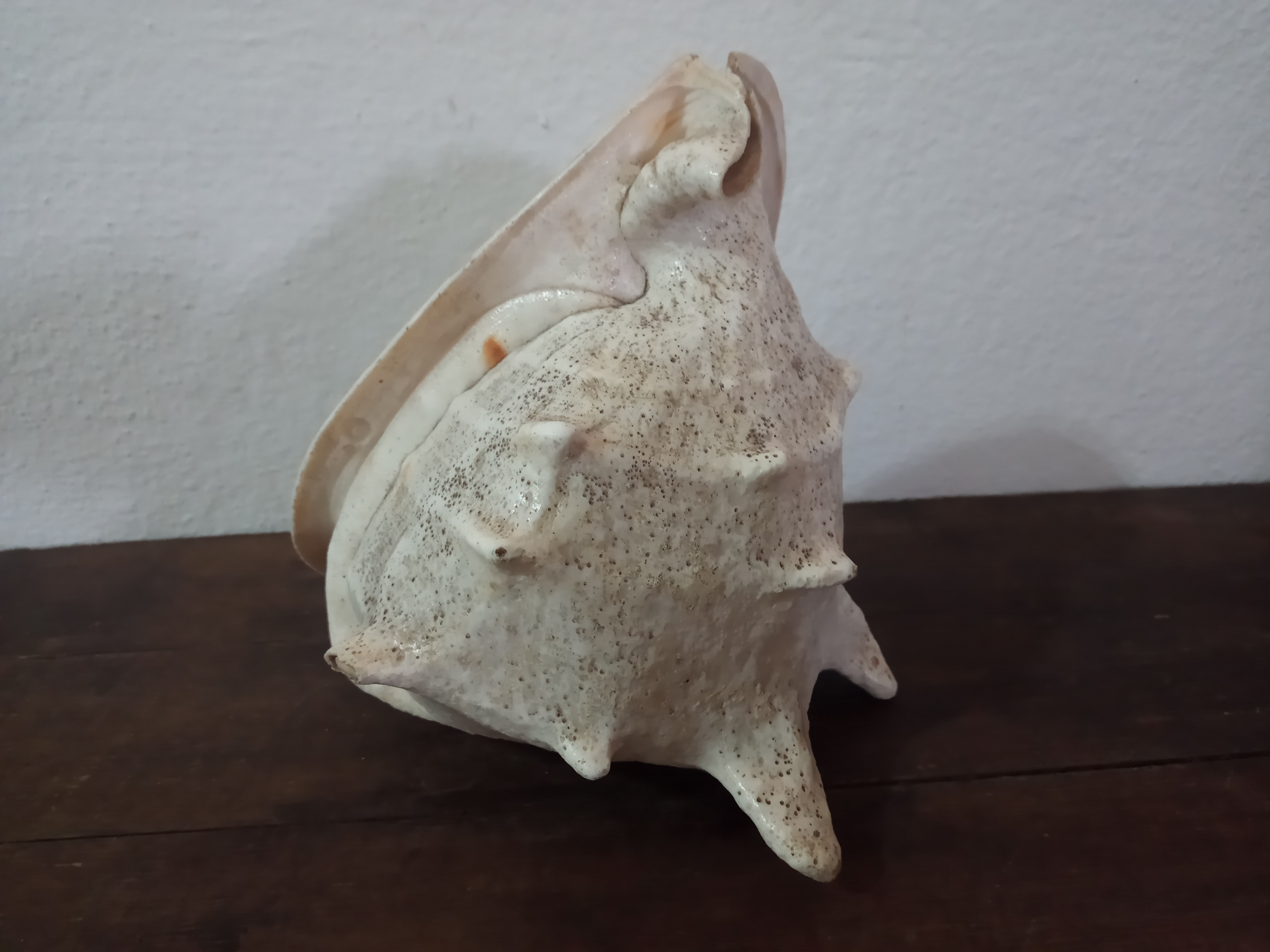

## Verder lezen

### Europese schelpen
- Bruyne, R.H. de (1991) Schelpen van de Nederlandse kust. Jeugdbondsuitgeverij Stichting Uitgeverij KNNV, 165 pag.
- Bruyne, R.H. de (2004) Veldgids Schelpen. KNNV Uitgeverij, ISBN 90-5011-140-8, 234 pag.
- Campbell, A.C. (1994) Tirion gids van strand en kust. Tirion Baarn, 320 pag. ISBN 90-5121-477-4
- Entrop, B. (1972) Schelpen vinden en herkennen. Thieme-Zutphen, 3e druk, 320 pp.
- (en)  Hayward, P.J., Ryland, J.S. (1990) The marine fauna of the British Isles and north-west Europe, Clarendon Press, Oxford, ISBN 0-19-857515-7 (Volume I: Introduction and Protozoans to Arthropods, Volume II: Molluscs to Chordates)
- (en) Hayward, P.J., Ryland, J.S. (1995) Handbook of the Marine Fauna of North-West Europe. Oxford University Press, ISBN 0-19-854054-X, ISBN 0-19-854055-8
- Hayward, P.J., Nelson-Smith, T. & Shields, C. (1999) Tirion gids van kust en strand : flora en fauna. Tirion uitgevers, 352 pag. ISBN 90-5210-327-5
- Kaas, P. en Broek, A.N.Ch. ten (1942) Nederlandse Zeemollusken. Wereldbibliotheek NV, Amsterdam, 232 pp.

### Wereldzeeën
- Barnett, C. (2021) The Sound of the Sea. Seashells and the Fate of the Oceans. ISBN 0393651444
- Lindler, G. (2001) Tirion schelpengids. Tirion, ISBN 90-5210-409-3
- Oliver, A.P.H. (1978) Elseviers schelpengids. Elsevier, 2e druk
- Sabelli, B., (1982) Thieme's schelpengids. Thieme-Zutphen